# Louis Goebel
Louis J. Goebel (* 15. November 1896 in Buffalo, Erie County (New York); † 20. oder 24. April 1981 in Thousand Oaks) war ein US-amerikanischer Tiertrainer und Gründer der Goebel's Lion Farm, dem späteren Jungleland USA.
Der Sohn eines Schlachters arbeitete in den 1920er Jahren für Gay's Lion Farm und Universal Studios und hatte die Studio-Tiere zu versorgen. Als das Studio seine Menagerie auflösen wollte, erwarb er die Tiere, darunter auch sechs Löwen. In Thousand Oaks, am Ventura Boulevard (nun Thousand Oaks Boulevard), kaufte er ein Stück Land und eröffnete 1926 seine Farm. Am 20. Juni 1928 heiratete er Kathleen (1906–2004), die sich darüber beschwert hatte, dass das Löwengebrüll beim Kühemelken stört.
Zum einen entstand mit dem Zukauf weiteren Landes ein Tier-Freizeitpark. Zum anderen versorgten und trainierten sie die Tierdarsteller für die TV- und Filmstudios. Der Stuntman Bill Raymond, der auch für Daktari arbeitete, meint, dass in den 1930er bis 1950er Jahren 90 Prozent der Filmtiere von Goebel kamen. Goebels Cheftrainer war Louis Roth (* um 1885 in Ungarn; zweiter Gatte von Mabel Stark), dem in den 1940ern Melvin Koontz (1910–1992) folgte. Zur Zeit des Zweiten Weltkriegs hatten sie neben 100 Löwen, Leoparden, Bären, Elefanten, Affen, Wasserbüffel, Kamele, Zebras und andere Wildtiere. Ab 1946 hatten sie den Park mehrfach verkauft und zurückerworben, da die Käufer ihn nicht wirtschaftlich betreiben konnten – wobei er unter 20th Century Fox in Jungleland umbenannt wurde. Ab 1962 betrieb er ihn noch einmal in Gesellschaft mit dem Tierhändler Ruhe. Als sie den Park an Roy Cabot verpachtet hatten, wurde Mitte der 70er Jahre mehrfach die Grundsteuer erhöht, so dass der Park aufgelöst werden musste.
Seine Witwe zog im November 1986 mit ihrer Tochter Alma nach Morgan Hill.